# Montefalco
Montefalco ist eine italienische Gemeinde mit 5326 Einwohnern (Stand 31. Dezember 2023) in der Provinz Perugia in der Region Umbrien und ist Mitglied der Vereinigung I borghi più belli d’Italia (Die schönsten Orte Italiens).

## Geografie
Die Gemeinde  liegt etwa 30 km südöstlich der Provinz- und Regionalhauptstadt Perugia und in der klimatischen Einordnung italienischer Gemeinden in der Zone E, 2 269 GG.
Auf einem Hügel oberhalb der Flüsse Topino und Clitunno in 431 Meter Höhe gelegen, bietet sich von diesem „Balkon Umbriens“ ein weiter Blick über die Ebene nach Perugia und Assisi, Foligno und Spello, Trevi und Spoleto.
Den Namen Falkenberg erhielt der Ort, welcher zuvor Coccorone hieß, in der Mitte des 13. Jahrhunderts, wahrscheinlich zu Ehren von Kaiser Friedrich II., der hier oft zur Falkenjagd weilte. Noch heute ziert der Falke das Stadtwappen und eines der Stadttore.
Zu den Ortsteilen gehören Camiano (390 m, ca. 120 Einwohner), Casale (360 m, ca. 130 Einwohner), Cerrete (409 m, ca. 120 Einwohner), Colle San Clemente (320 m, ca. 100 Einwohner), Fabbri (288 m, ca. 90 Einwohner), Fratta, Madonna della Stella (232 m, ca. 100 Einwohner), Montepennino (366 m, ca. 347 Einwohner), Pietrauta (397 m, ca. 200 Einwohner), Turri (309 m, ca. 50 Einwohner) und Turrita (309 m, ca. 220 Einwohner).
Die Nachbargemeinden sind Bevagna, Castel Ritaldi, Foligno, Giano dell’Umbria, Gualdo Cattaneo und Trevi.

## Sehenswürdigkeiten
Die Altstadt ist von einer gut erhaltenen Stadtmauer aus dem 13. Jahrhundert mit vier Toren (Porta Sant’Agostino, Porta Camiano, Porta Federico II., Porta San Leonardo) umgeben. Sehenswert sind:
- Palazzo Comunale, das Rathaus an der Piazza del Comune (erbaut 1270).[5]
- Patrizierhäuser: Palazzo Bontadosi (16. Jh.), Palazzo de Cuppis (wiedererbaut  1480/9), Palazzo Santi Gentili (spätes 16. Jh.), Palazzi Senili (16. Jh., Corso Goffredo Mameli/Piazza del Comune), Palazzi Tempestivi (16. Jh., Piazzetta Mustafà/Via Tempestivi).
- Kirchen:
  - Sant’Agostino (Augustinerkirche, erbaut 1279–85, vorher San Giovanni Battista)
  - Kollegiatkirche San Bartolomeo, romanische Kirche (11. Jh.)
  - Santa Chiara da Montefalco (1615–70) mit dem Grab der heiligen Klara von Montefalco, Fresken, und dem Augustinerinnenkloster St. Klara [zum Heiligen Kreuz und St. Katharina von Alexandrien] (Santuario di Montefalco, Santuario di Santa Chiara della Croce)[6]
  - San Filippo Neri (Oratorianer, erbaut 1705, profaniert 1860), seit 1895 ein Theater.[5]
  - San Fortunato (erbaut 1442, Observanten)
  - San Francesco (erbaut 1336/40, Franziskaner, profaniert 1863): Hier befindet sich die Pinakothek mit Werken von Perugino und Benozzo Gozzoli
  - Sant’Illuminata (1491/1500, Augustiner, dann der Collegiata di San Bartolomeo unterstellt).
  - San Leonardo (13. Jh., ehem. Santa Maria del Paradiso) mit Kloster (Augustinerinnen, ehem. Mutterkloster von S. Chiara)
  - Santa Maria della Consolazione (erbaut 1588): Fresken
  - Santa Maria di Piazza (13. Jh.), auch Santa Maria de Platea oder Santa Maria in Plateola[5], Piazza del Comune
  - Santa Maria della Selvetta, heute San Rocco (13. Jh., Kleine Franziskaner/Trertianer bis 1526, Klarissen 1536–1577, 1947 rekonstruiert)
  - Santa Maria di Turrita (12. Jh.), Kirche im Ortsteil Turrita
  - sowie: Santa Maria delle Grazie (bis 1769, San Lorenzo, 12. Jh.), Santa Elisabetta di Vecciano  (17. Jh.), Santa Maria dei Laici (17. Jh.), Chiesa dell’Addolorata (ca. 1269, ehem. Tertianerinnenkloster), San Clemente (erbaut 1577, ehem. Tertianerinnenkloster, baufällig)

In der Nähe der Stadt liegen die Kirchen San Fortunato (15. Jh.) mit  Fresken von Benozzo Gozzoli, Santa Illuminata (16. Jh.), Madonna della Stella und San Rocco (erste Franziskanerkirche).

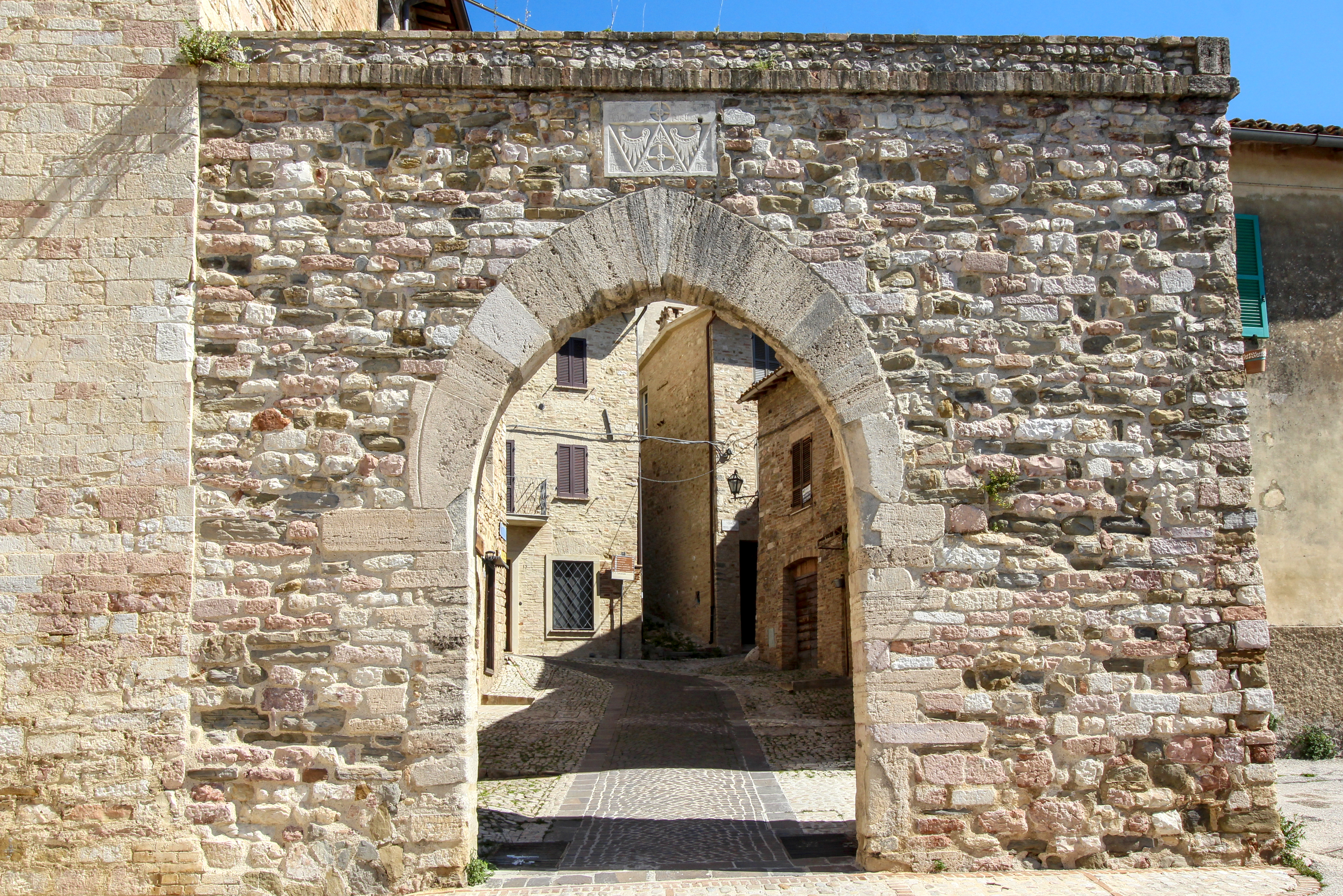
Porta Federico II
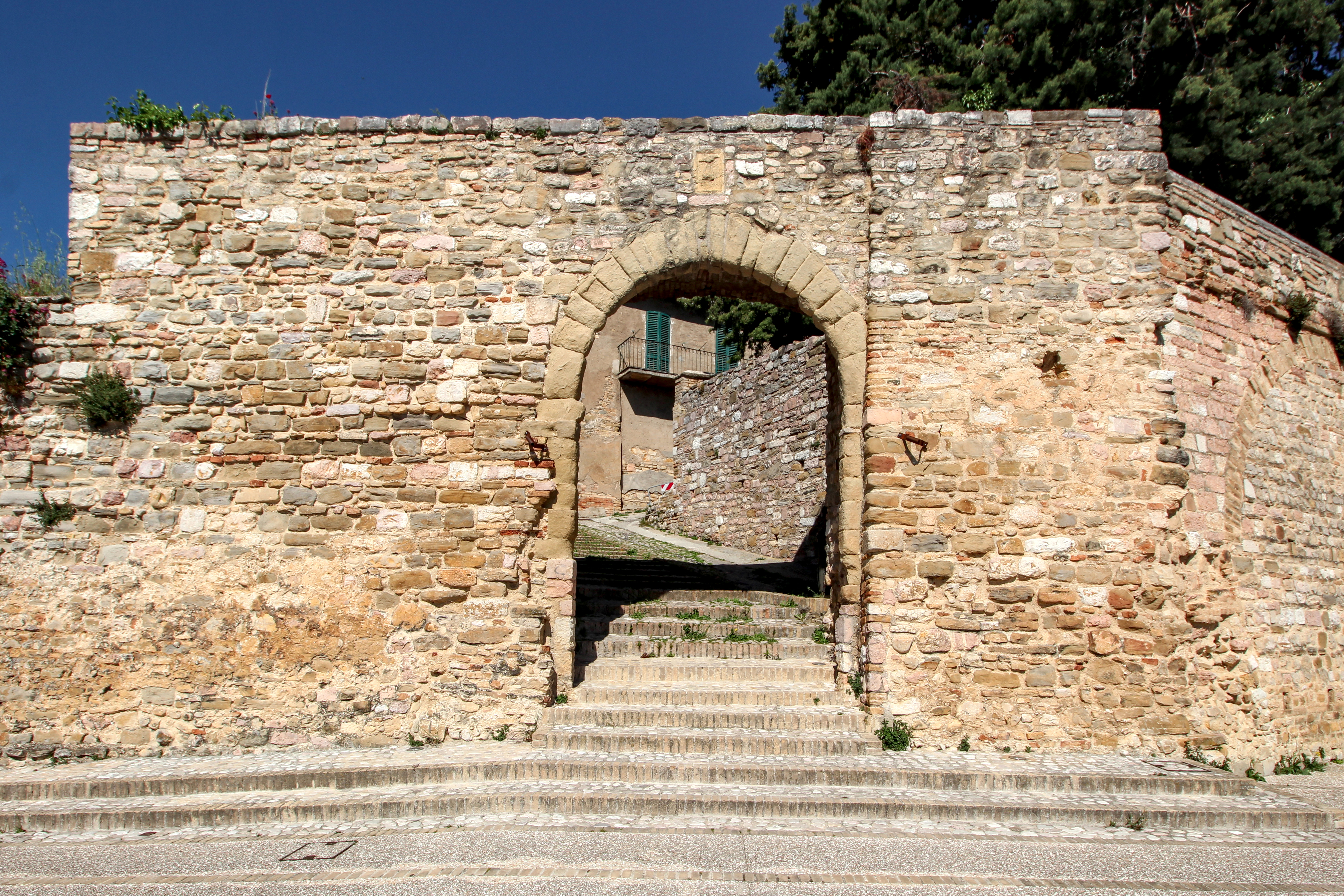
Porta Camiano
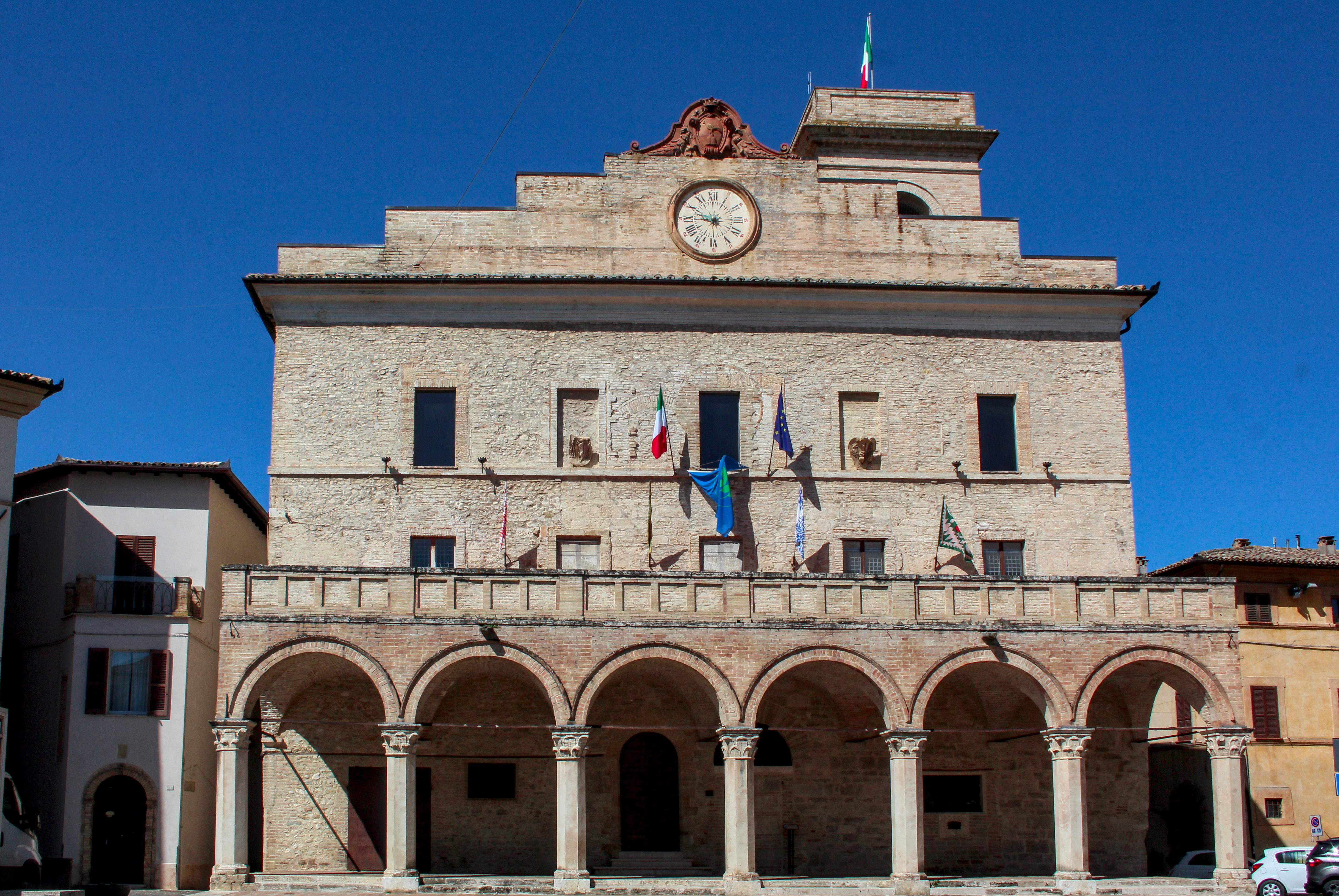
Das Rathaus
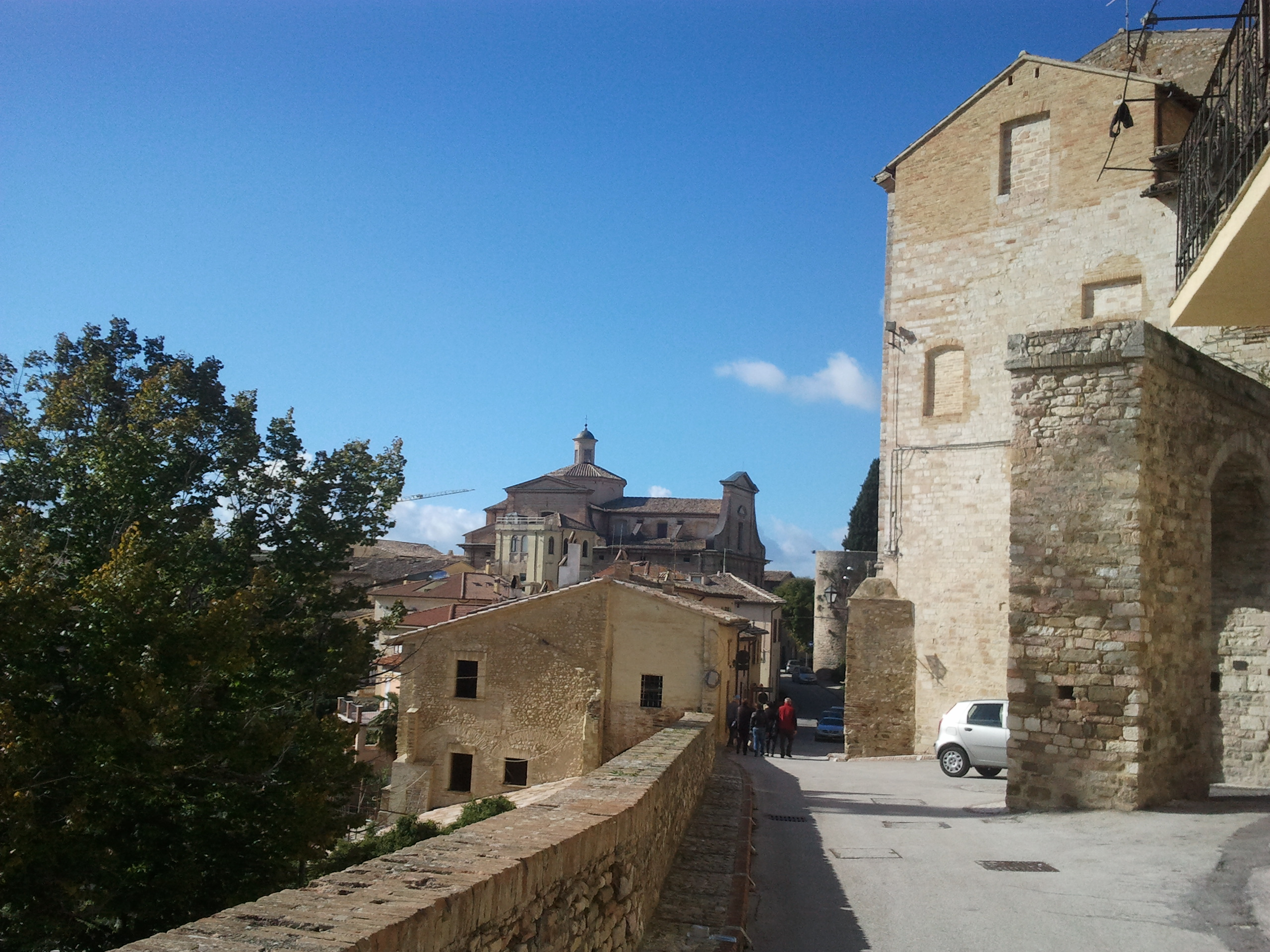
Blick zur Chiesa di Santa Chiara
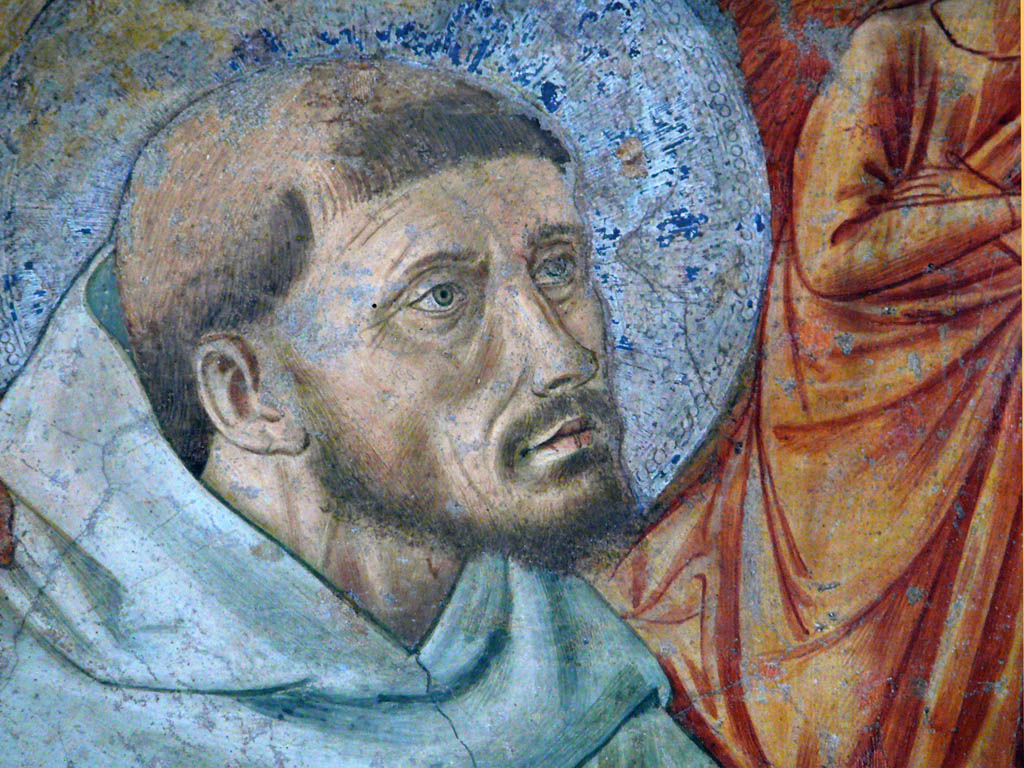
Convento San Fortunato, Fresco Franz von Assisi
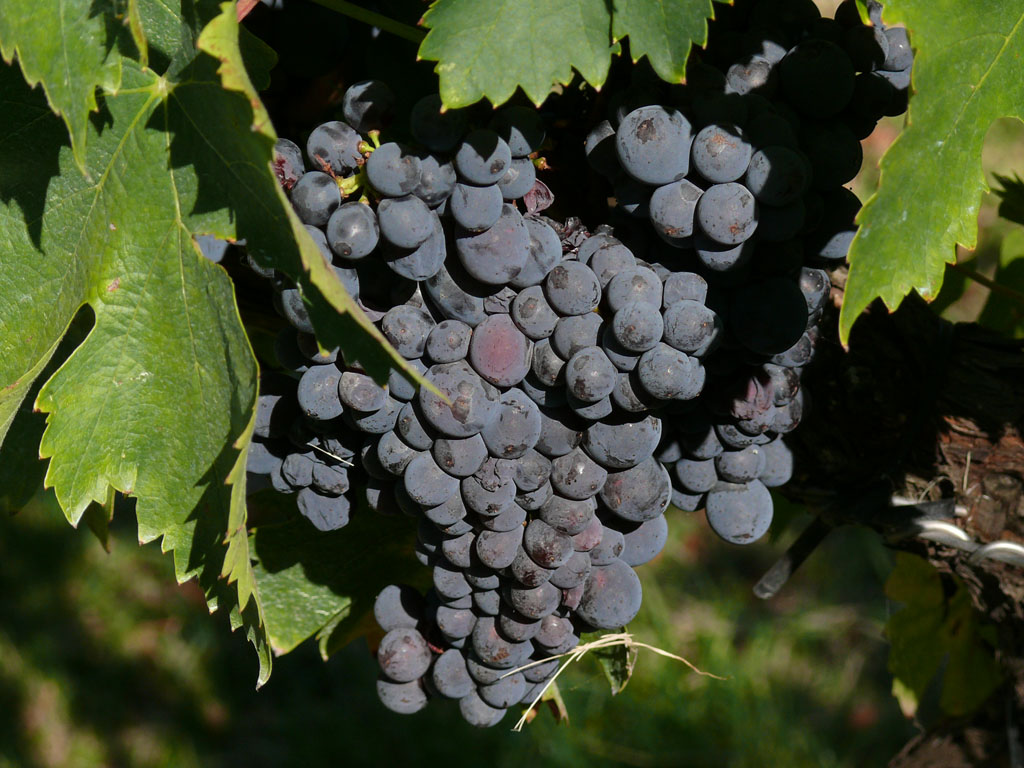
Rebsorte Sagrantino

## Wein
Unter dem Namen Montefalco DOC werden Weiß- und Rotweine aus Montefalco und Umgebung angebaut und vertrieben. Sie besitzen seit 1979 eine „kontrollierte Herkunftsbezeichnung“ (Denominazione di origine controllata – DOC), die zuletzt am 7. März 2014 aktualisiert wurde. Im Jahr 2017 wurden von 435 ha 14.881 Hektoliter DOC-Wein erzeugt.
- Der Montefalco Bianco muss zu mindestens 50 % aus der Rebsorte Grechetto und zu 20–35 % aus Trebbiano Toscano bestehen. Höchstens 30 % andere weiße Rebsorten, die für den Anbau in der Region Umbrien zugelassen sind, dürfen zugesetzt werden.
- Der Montefalco Rosso muss zu mindestens 60–70 % aus der Rebsorte Sangiovese und zu 10–15 % aus Sagrantino bestehen. Höchstens 30 % andere rote Rebsorten, die für den Anbau in der Region Umbrien zugelassen sind, dürfen zugesetzt werden.

Als Besonderheit wird rund um Montefalco die seltene Rebe Sagrantino angebaut, aus der auch der rote DOCG-Wein Montefalco Sagrantino gekeltert wird. Im Jahr 2017 waren es 7402 Hektoliter.

## Persönlichkeiten
- Klara von Montefalco (1268–1308), Heilige der römisch-katholischen Kirche
- Aristide Rinaldini (1844–1920), Diplomat des Heiligen Stuhls, Kardinal